# Pierre Boutet
Pour les articles homonymes, voir Boutet.
Pierre Boutet (Québec : 6 novembre 1925 - 27 octobre 2010) est un chanteur ténor et réalisateur québécois.

## Biographie
Dès l'âge de 17 ans, en 1942, Pierre Boutet donne son premier récital solo au Palais Montcalm de Québec. Il étudie le chant avec Émile Larochelle en 1943-1944. Il se produit déjà en de nombreux récitals un peu partout en province et on peut l'entendre régulièrement sur les ondes de CKCV et de CHRC.
Après des cours réguliers de chant à l'université Columbia, à New York (en 1947-1948), comme boursier du gouvernement du Québec, Pierre Boutet entre au Conservatoire royal de musique, à Toronto, où il poursuit (en 1948-1951) ses études de chant, principalement avec George Lambert, et la mise en scène, avec Hermann Geiger-Torel. 
Pierre Boutet est l'un des premiers ténors de la Canadian Opera Company (de Toronto), qui lui accorde le premier rôle de ténor dans les opéras Faust (de Gounod), Don Giovanni (Don Juan, de Mozart), Manon (de Massenet) et Carmen (de Bizet).
Le 14 décembre 1949, à 24 ans, il participe à la première présentation publique de la CBC Opera Company, dans une version concert du célèbre opéra-comique Carmen, dirigée par (en) Nicholas Goldschmidt (en) au (en) Massey Hall de Toronto. 
Puis, il incarne le premier rôle de ténor dans le premier opéra diffusé sur le réseau français de télévision de Radio-Canada, au printemps 1951 :  Faust. Cette même année, Pierre Boutet remporte le premier prix du prestigieux concours radiophonique Singing Stars of Tomorrow, et il revient épouser à Québec Aline Plante, celle qu'il y fréquentait entre deux contrats à l'extérieur et qui, désormais, l'accompagne dans ses longs séjours à l'étranger : à New York, Rome, Paris… 
De 1951 à 1953, il vit à New York et étudie avec Paul Althouse et Cesare Sturani. Premier lauréat du concours Nos futures étoiles, en 1955, Pierre Boutet se fait entendre par la suite avec les plus grands orchestres canadiens. En 1958, il mérite le Trophée Laflèche pour le plus important apport à la radio canadienne à titre de chanteur classique. 
En 1957 et 1958, il étudie à Rome avec Manfredi Palverosi et Rachele Maragliano-Mori. De 1958 à 1960, il est à Paris, où il étudie avec Giuseppe Boralevi et Simone Tillard. Durant cette période de sa vie, il donne des récitals et participe à des oratorios en Europe et en Afrique du Nord. 
De retour au Québec en 1960, Pierre Boutet s'installe avec sa famille à Charlesbourg, et il chante en récital et avec la plupart des orchestres symphoniques du Canada, et se fait entendre à la radio et la télévision de la SRC.
En 1964, sans renoncer au chant, ni à ses fonctions de maître de chapelle (directeur de chorales paroissiales) dans jusqu'à deux paroisses, une de Charlesbourg et une de Québec, Pierre Boutet entreprend, à Québec, une carrière de réalisateur d'émission de musique classique au réseau de radio MF de la SRC. Il agit de plus comme conseiller musical auprès de la SRC et il est responsable du Concours national de musique de cette Société d'état pour les deux réseaux (anglais et français) pendant près de 25 ans. Pour honorer tout ce travail, la SRC renomme ensuite son studio d'enregistrement MF au Palais Montcalm de Québec à son nom : le studio Pierre-Boutet.
Pierre Boutet est l'un des fondateurs et le premier président des Amis de l'orgue de Québec, de 1972 à 1985. 
Lors de la démission de Léopold Simoneau comme directeur général de l'Opéra du Québec, en 1972, il est (avec Edgar Fruitier et John Newmark) l'un des trois conseillers artistiques choisis par le gouvernement pour lui succéder. 
Omniprésent sur la scène musicale de Québec, Pierre Boutet est un des premiers à s'intéresser à la renaissance de l'opéra dans sa ville et devient vice-président artistique de l'Opéra de Québec en 1984, puis président en 1992. De 1995 à 1999, il siège au conseil d'administration du Conseil des arts du Canada. Il est aussi juge à de nombreux concours de musique, tant au Canada qu'à l'étranger. En 2001, il recevait le Prix d'excellence des arts et de la culture de la Ville de Québec.
À l'été 2010, il est honoré du titre d'ambassadeur de l'Opéra de Québec.
Il était marié à Aline Plante, depuis 59 ans, et père de dix enfants, dont six encore vivants et deux fils (Benoît et René, ce dernier décédé le 9 juillet 2012, à l'âge de 48 ans) qui menaient eux aussi une carrière de ténors, lorsqu'il meurt d'un cancer, à 84 ans, le 27 octobre 2010, à sa résidence de Charlesbourg, Québec. Ses funérailles ont eu lieu le jour de son 85e anniversaire de naissance, dans son église paroissiale, où il fut longtemps le maître de chapelle (le directeur de la chorale) et le principal soliste.

## Distinctions
- 1990 -  Membre de l'Ordre du Canada[5]
- 2005 -  Chevalier de l'Ordre national du Québec[6]
- 2010 - Ambassadeur de l’Opéra de Québec